# Gheorghe Ardeleanu
Gheorghe Ardeleanu (rusă Георгий Данилович Арделяну, n. 9 noiembrie 1925, Putinești, raionul Florești, RSS Moldovenească, URSS – d. 1981, Bălți, RSS Moldovenească, URSS) a fost un om de stat sovietic moldovean, distins cu titlul de erou al Muncii Socialiste în 1958.

## Biografie
Ardeleanu s-a născut în 1925 în Putinești, pe atunci în Regatul României. În 1943 a fost mobilizat în Armata Sovietică, iar în 1945 a fost distins cu Medalia „Pentru curaj” (fiind înregistrat sub numele de Gheorghi Ardelianov).
A fost demobilizat în 1949 și a lucrat ca zidar, apoi ca maistru. În 1952 s-a înscris în Partidul Comunist al Uniunii Sovietice și a introdus o serie de propuneri de raționalizare pentru îmbunătățirea metodelor de construcție, creșterea nivelului de mecanizare prin creșterea raportului de schimbare în funcționarea macaralelor turn, buldozerelor și a altor echipamente. Drept urmare, echipa sa a depășit an de an obiectivele de producție și obligațiile socialiste. A fost primul constructor din Moldova a primit titlul de Erou al Muncii Socialiste (08.09.1958).
A fost membru al Comitetului Central al Partidului Comunist din Moldova, delegat la Congresul al XXI-lea al PCUS (1959). A fost ales deputat și membru al Prezidiului Sovietului Suprem al RSS Moldovenești de convocarea a V-a și a VI-a.
A murit la Bălți în 1981. A fost înmormântat în cimitirul orașului.